# Волинянка (ансамбль)

Народний аматорський ансамбль танцю «Волинянка» був створений у 1959 році у м. Луцьк при будинку культури «Просвіта», нині Палац культури [Архівовано 28 лютого 2020 у Wayback Machine.] Луцька. 
У 1960 році йому надано звання «народний аматорський». Біля витоків ансамблю танцю стояв Ілля Богданець, також за довгий період існування ансамблю керівниками працювали Едуард Шихман, Володимир Мамчур та Володимир Чернов. 3 2011 року колектив очолює та збагачує репертуар новими постановками заслужений працівник культури України Олег Козачук. Його постановка «Фрагменти весілля західного полісся в танцях та забавах» отримала спеціальну нагороду на фестивалі в м. Вісла (Польща). У репертуарі колективу – танці, створені на основі місцевого фольклору. В постановках використані підмічені на сільських, масових народних гуляннях цілісні хореографічні сцени, які увібрали в себе багато унікальних танцювальних рухів, динамічних хореографічних картинок споконвічної самобутності. 
Репертуар ансамблю складають українські народні танці та танці Волинського регіону. Це цілісні динамічні хореографічні сцени масових народних гулянь, які увібрали в себе основні риси українського фольклору. Особливим успіхом у глядачів користуються волинські танці: «Романівські витребеньки», «Гупали», «Волинська кадриль», «Кружало», «Перегоня», «Комарики-дзюбрики», «Український ліричний з бубнами», «Ось такі ми козаки» «Гопак», «Поліська полька», «Буянський скакунець». Ансамбль танцю є членом Української секції C.I.O.F.F. [Архівовано 5 серпня 2010 у Wayback Machine.]. Впродовж 1968—2022 років ансамбль танцю успішно презентував український фольклор на міжнародних конкурсах і фестивалях. Він є добре знаний не лише в Україні, а й в багатьох країнах світу. Колектив є лауреатом та учасником міжнародних фестивалів фольклору в Росії, Польщі, Угорщині, Молдові, Білорусі, Югославії, Греції, Мальті, Тунісі, Лівії, Німеччині, Чехії, Словаччині, Словенії, Австрії, Франції, Ізраїлі, Швеції, Португалії, Люксембурзі, Єгипті, Туреччині, Англії, Китаї, Швейцарії, Бельгії. У 1964 році при ансамблі був створений оркестр народної музики «Волинянка».

## Керівники
- Керівник колективу та постановник, заслужений працівник культури України — Олег Козачук
- Керівник оркестру — Віталій Охманюк

## Репертуар
- Хореографічна картина «Волинська вітальна»
- «Волинська кадриль»
- Волинський танець «Буянський скакунець»
- Волинський танець «Гупали»
- «Волинська полька»
- «Поліська полька»
- Вокально-хореографічна композиція «Ой, весна, весна»
- Волинський танець «Кружало»
- Волинський танець «Перегоня»
- Волинський танець «Як на нашій на вулиці»
- Волинський жартівливий танець «Комарики-дзюбрики»
- Волинський танець «Романівські витребеньки»
- Хореографічна композиція «За світ стали козаченьки»
- Дівочий ліричний танець «Кладочка»
- «Український танець з бубнами»
- Вокально-хореографічна композиція «Меланка»
- Вокально-хореографічна композиція «Радуйся земле»
- Вокально-хореографічна композиція «Шум»
- Вокально-хореографічна композиція «Кривий танець»
- Фрагменти волинського весілля західного Полісся в танцях та забавах
- Хореографічна композиція «Пам'ять»
- Український танець «Гопак»